# Torø
Torø ist eine kleine, seit 2003 unbewohnte dänische Insel im Kleinen Belt, zwei Kilometer südlich von Assens gelegen. Seit den 1990er Jahren ist der Torøsund (die Meerenge zwischen Torø und Fünen) durch veränderte Strömungsverhältnisse versandet, so dass die Insel nun eine Verbindung zu Fünen hat. Die 64 ha große Insel gehört zur Kirchspielsgemeinde (dän.: Sogn) Kærum Sogn, die bis 1970 zur Harde Båg Herred im damaligen Odense Amt gehörte, ab 1970 zur Assens Kommune im damaligen Fyns Amt. Letztere ging mit der Kommunalreform zum 1. Januar 2007 in der „neuen“ Assens Kommune in der Region Syddanmark auf.